# Semic Press
La Semic Press è stata una delle più grandi case editrici svedesi, grazie anche all'acquisizione di concorrenti come Centerförlaget o Williams förlag.
L'azienda venne fondata nel 1950 come filiale della Bonnier AB, con il nome di "Serieförlaget". Tra i suoi primi titoli pubblicati c'erano l'Uomo mascherato, Blondie e Dagoberto e Tarzan. Nel 1955 cambiò il nome in "Åhlén & Åkerlunds Ungdomstidningar", mentre nel 1962 cambiò definitivamente in "Semic" (unione delle parole "serier" e "comic", ossia "serie" e "fumetto statunitense").
L'editore chiuse nel 1997 con la vendita della Bonnier alla Egmont.